# Kyvadlová náprava
Kyvadlová náprava je jednoduchý typ nápravy automobilu s nezávislým odpružením. Poprvé byla tato náprava používána u prvních letadel (1910 a dříve), např. Sopwith a Fokker, obvykle s gumovým lanem a bez tlumení.
Mnoho pozdějších zadních náprav na motorových vozidlech má křížové klouby spojující hnací hřídele s diferenciálem připevněným na rámu vozidla. U kol nejsou křížové klouby – kola jsou vždy souosá s hřídelemi. Kyvadlová náprava tradičně používala listové pružiny a tlumiče pérování. Vozy Volkswagen z období před rokem 1967 používaly k odpružení torzní tyče.
Tento typ nápravy se považuje za lepší než typičtější pevná náprava, a to ze dvou důvodů:
1. Má menší neodpruženou hmotu, protože je diferenciál namontován na rámu.
2. Eliminuje souhlasné změny odklonu na opačných kolech.

Tato konstrukce má však také řadu nevýhod:
1. Vyskytují se zde značné změny odklonu jednoho kola, protože je kolo vždy souosé s hnací hřídelí.
2. „Přizvednutí“ při odlehčení nápravy (resp. při poklesu kol) má za následek oboustranné zvětšení odklonu.
3. Snížení sil v zatáčce kvůli změně odklonu může vést k přetáčivé nestabilitě a v extrémních případech k přetáčivosti při ubrání plynu.

Tyto problémy byly zjevné u vozů Volkswagen do roku 1967, Mercedes-Benz 300SL, starších verzí Porsche 356, Triumph Herald, Vitesse a Spitfire, Tatra T603 a dalších.
Mercedes-Benz přirozené problémy s ovladatelností řešil výrobou kyvadlových náprav s jedním otočným bodem umístěným pod diferenciálem, a tedy pod nápravou. Tato konfigurace podstatně snižuje tendenci k „přizvedávání“ a pozdější vozy osazené nápravami s dolním otočným bodem byly v tehdejších publikacích chváleny za svou ovladatelnost. Tato konstrukce se vyráběla pro vozy Mercedes-Benz W108 280SE a 300SEL až do roku 1972. Byla upravena pro 300SEL 6.3, což byl na počátku 70. let nejrychlejší sériově vyráběný sedan na světě. Vůz 6.3 v modifikaci AMG s kyvadlovou nápravou též závodil.
Kyvadlové nápravy byly ke konci 60. let vytlačeny nápravami de Dion, byť nejčastější konstrukcí zůstala pevná náprava. Většina konstrukcí zadní nápravy byla v posledních letech vytlačena moderními nápravami s nezávislým odpružením, a jak kyvadlová náprava, tak de Dion se dnes v podstatě nepoužívají.
První série (1960–1964) vozu Chevrolet Corvair používala kyvadlovou nápravu. Zmíněné nebezpečné chování vozu Corvair detailně popsal Ralph Nader ve své knize Nebezpečný v jakékoli rychlosti. Druhá série modelu Corvair (1965–1969) používala skutečnou nezávisle odpruženou zadní nápravu.
Jiným použitím koncepce kyvadlové nápravy je Fordova náprava „Twin I-Beam“ (česky „dvojité íčko“) pro nákladní vozy. Má pevné osy (nepřenáší výkon), je však popisována jako systém nezávislého odpružení, protože každé kolo se může zvedat a klesat, aniž by ovlivnilo pozici kola druhého – paralelogramní chování systému s A-ramenem se zde nevyskytuje. Každé z kol se ve skutečnosti pohybuje s podobnou změnou odklonu, jako mají poháněné kyvadlové nápravy u zadních kol, jak bylo popsáno výše. Otočný bod je však nikoli v ose vozidla, nýbrž u protějšího nosníku rámu, takže je popsaný účinek mnohem slabší a relativně bezpečný.

Charakteristika kyvadlové nápravy: změna odklonu při nadzvednutí polonápravy, „přizvedávání“ při odlehčení

## Česká republika
Automobilka Škoda používala kyvadlovou nápravu na osobních vozidlech velmi dlouho, až po vozy Škoda 105 a 120 (výroba do roku 1990). Automobily Škoda Garde, Rapid, 130, 135, 136 a 120 LX již byly vybaveny nápravou s polovlečenými rameny. Automobilka Tatra používá kyvadlovou nápravu na svých nákladních automobilech dodnes, a to na všech nápravách (sériově až 4 nápravy).